# Alexander Milz
Alexander Milz (ur. 16 kwietnia 1988 w Düren) – niemiecki aktor telewizyjny, teatralny i filmowy.

## Życiorys
W latach 2008-2012 uczęszczał do Akademii Teatralnej w Kolonii. W latach 2012-2014 grał rolę Schnocka / Lwa w komedii szekspirowskiej Sen nocy letniej.
Występował w telenowelach RTL - Unter Uns (2015), Gute Zeiten, schlechte Zeiten (2016) i To, co najważniejsze (2014, 2016).
Od połowy listopada 2016 do połowy listopada 2017 Milz zagrał rolę Williama Newcombe w telenoweli ARD Burza uczuć.

## Wybrana filmografia

### filmy fabularne
- 2010: Anomaly: Oblivion (film krótkometrażowy) jako Simon

### Seriale TV
- 2014: To, co najważniejsze (Alles was zählt) jako Robert Feller
- 2015: Alles Roger (AT) jako kochanek Oli
- 2015: Gute Zeiten, schlechte Zeiten (Dobre czasy, złe czasy) jako Carlo Jansen
- 2015: Unter Uns (Między nami) jako Paul Schrader
- 2016: To, co najważniejsze (Alles was zählt) jako Sam Steger
- 2016-2017: Burza uczuć (Sturm der Liebe) jako William Newcombe
- 2019: Aktenzeichen XY... ungelöst!
- 2019-2020: Hashtag Daily (serial internetowy) jako Arthur
- 2020: Triff … Alexander den Großen jako Alexander